# Iglesia de la Porciúncula (Bogotá)

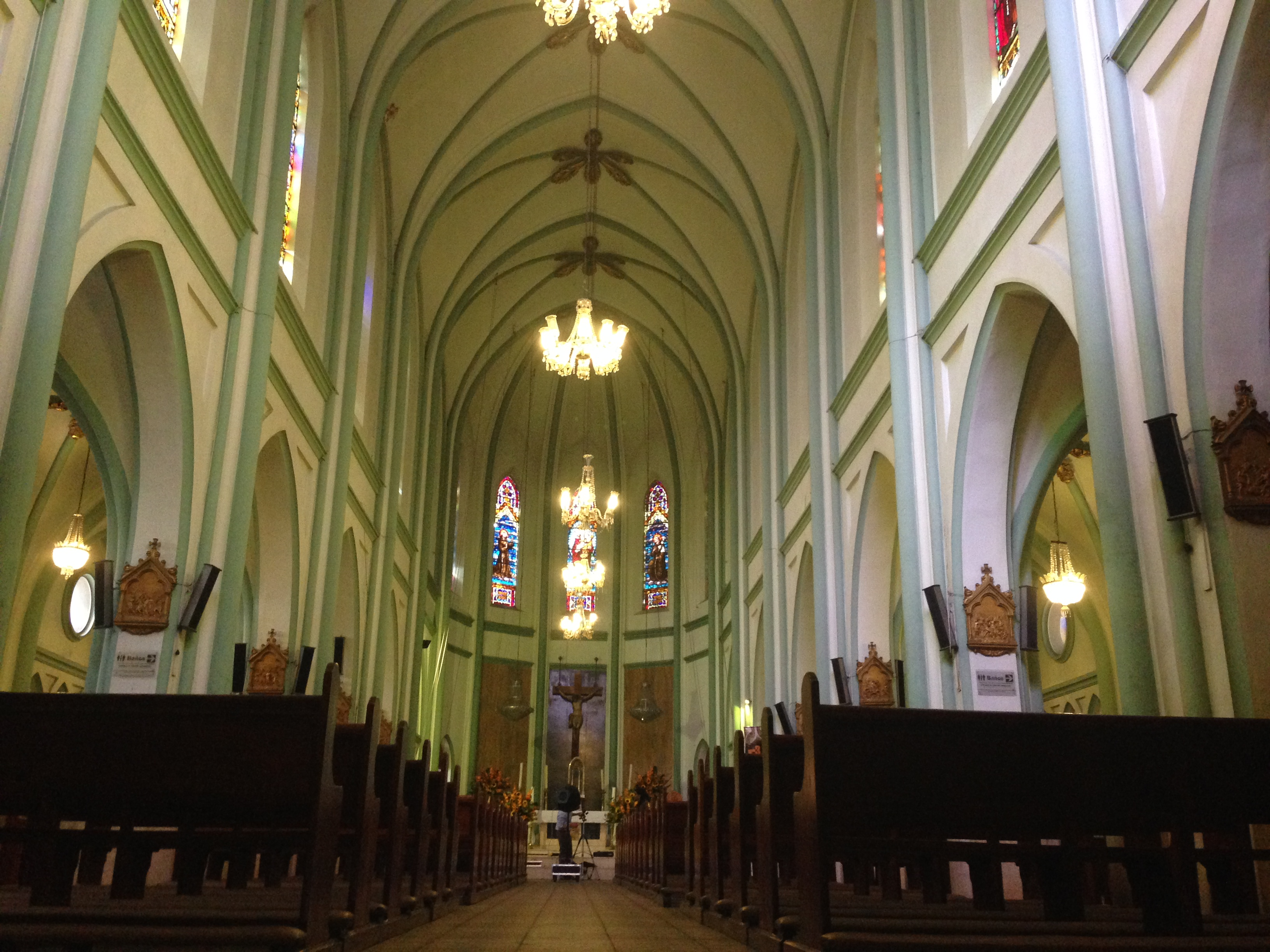
Interior Parroquia Nuestra Señora de los Ángeles - La Porciúncula, Bogotá Colombia

La Parroquia de Nuestra Señora de los Ángeles - La Porciúncula, o simplemente Parroquia de la Porciúncula es un templo religioso de culto católico dedicado a la Porciúncula, el lugar donde comenzó el movimiento Franciscano, en la localidad de Chapinero de la ciudad de Bogotá, en Colombia. Esta iglesia está situada en la avenida Chile con carrera Once, en pleno corazón financiero de la capital del país. Es además una de las iglesias bogotanas en donde se realizan más ceremonias fúnebres al día.

## Historia
En los actuales terrenos de La Porciúncula se construyó originalmente en 1919 una casa para hermanos franciscanos que además sirvió como colegio de teología y filosofía, cuyo terreno había sido adquirido un año antes por la comunidad, pagándose con la venta de un lote-chircal que se poseía en la localidad de San Cristóbal. En octubre de 1923 llegaron los primeros frailes a habitar la construcción, aunque la construcción ya era habitable desde 1921.
En febrero de 1924 llegan los primeros estudiantes de teología al nuevo convento que de aquí en adelante se llamaría La Porciúncula, en recuerdo del santuario de Asís, Italia. La obra fue terminada en 1943. La Iglesia de la Porciúncula fue denominada parroquia el 12 de marzo de 1942 por el Arzobispo de Bogotá.
En 1978 se inició la demolición del claustro, cuyo terreno fue vendido y edificado con el centro comercial Granahorrar, más tarde llamado Avenida Chile. En 1980 los estudiantes fueron trasladados y desde entonces la Porciúncula dejó de ser Casa de Estudios y quedó como parroquia únicamente.

## Estilo arquitectónico
El estilo de la iglesia de la Porciúncula es un neogótico tardío, pues se construyó en la segunda década del siglo XX, pero sus elementos funcionales y formales corresponden al neogótico que se desarrolló en el siglo XIX. Comprende tres naves, bóveda ojival de crucería, vitrales y rosetón, y presenta una separación de las naves, mediante arcos y columnas.